# Actinia cari
Actinia cari Delle Chiaje, 1825, conosciuto comunemente come anemone tigrato, è un celenterato antozoo della famiglia Actiniidae.

## Distribuzione e habitat
Raro, abita la zona intertidale del mar Mediterraneo e del versante orientale dell'oceano Atlantico, fino a pochi metri di profondità.

## Biologia
Specie notturna, di giorno rimane appiattito mostrando solo la parte esterna.